# Maiah Wynne
Maiah Wynne (nacida el 22 de diciembre de 1996) es una cantautora, música y actriz estadounidense con base en Gresham, Oregón. Actualmente es la cantante principal de Envy of None, un proyecto que incluye al exguitarrista de Rush, Alex Lifeson. 

## Vida y carrera
Maiah Wynne nació en Colorado y se mudó a Spokane, Washington, cuando era joven y compuso su primera canción a la edad de siete años. Pasó sus años de escuela secundaria en Missoula, Montana, donde comenzó a participar en concursos de música. Después de ganar algunos de ellos, obtuvo espacios en Upstream Music Fest, Timber Music Festival, Northwest Folklife y la estación de radio pública KEXP-FM. Su carrera como actriz le trajo una invitación para actuar en el Festival de Música de Sundance. En 2017, escribió e interpretó "The Ballad of Lefty Brown", una canción que aparece en los créditos finales de la película del mismo nombre. En 2019, ganó el concurso de composición de canciones International Music from the Moon y actuó para la cena de bienvenida del 50 aniversario del Apolo 11 en el U.S. Space & Rocket Center. También apareció en el Tiny Desk Concerts 2019 de NPR como la primera entrada y realizó una gira como artista destacada con The Portland Cello Project. Colaboró con The Portland Cello Project y Alex Lifeson de Rush en su canción "Fearless Girl".
Wynne, Lifeson y el cantante canadiense Andy Curran trabajaron juntos en un EP de cuatro pistas, tentativamente titulado Middle of Nowhere. En 2021, el EP de Wynne, Curran y Lifeson se reveló como Envy of None; este proyecto también incluye al guitarrista Alfio Annibalini, con contribuciones musicales adicionales provenientes de los bateristas Tim Oxford (Arkells) y David Quinton Steinberg (Dead Boys, the Mods).
A partir del año 2020, Wynne comenzó a lanzar varios volúmenes titulados Songs from Lucy Gray Baird (composición de tres EP y un álbum). Estos están inspirados y basados en el libro de Suzanne Collins Balada de pájaros cantores y serpientes (Precuela de los libros de Los Juegos del hambre). Las canciones son mayoritariamente réplicas de las canciones cantadas en el libro por Lucy Gray Baird con algunas canciones inspiradas en el personaje mismo.

## Influencias
Wynne menciona a Florence and the Machine, Radiohead, The Beatles y Norah Jones como algunas de sus principales influencias musicales.

## Discografía

### Álbumes

#### EPs
- Light & Shadows – EP (2017)
- Wings – EP (2017)
- Acustic Holiday - EP (2021)

#### Songs from Lucy Gray Baird
- Songs from Lucy Gray Baird - EP (2020)
- Songs from Lucy Gray Baird, Volume 2 - EP (2020)
- Songs from Lucy Gray Baird, Volume 3 - EP (2021)
- Songs from Lucy Gray Baird, Volume 4 (2022)

### Singles
- "Haunted Song"
- "A Siren's Song"
- "The Ballad of Lefty Brown" para la película The Ballad of Lefty Brown
- "Fearless Girl - Live"
- "Sleep"
- "A Chance To Say Goodbye"
- "Open Up My Eyes"
- "My Strange Addiction - Live" (con Dreadlight)
- "Fearless Girl" (con The Portland Cello Project)
- "A Chance To Say Goodbye (Remix)" (con Just Jamez & J. 5cott)
- "Show The World"
- "Lift"

### Otras colaboraciones
- "The Wolf" (con J. 5cott)
- "Ballad of the Wind Fish" (con Glasys)
- "Devil in Disguise" para el álbum Missoula to Memphis
- "Trap of Love" (con Dreadlight)
- "Hex Girl" (con Dreadlight)

### Como parte de Envy of None

#### Álbumes
- Envy of None (2022)

#### Singles y EPs
- "Liar"
- "Look Inside"
- "Enemy/You'll be Sorry" (2022): vinilo especial limitado de color azul y amarillo para recaudar fondos para apoyar a Ucrania.[11]

## Filmografía

### Como Actriz[12]
| Año  | Título                            | Personaje              | Notas                                             |
| ---- | --------------------------------- | ---------------------- | ------------------------------------------------- |
| 2006 | End Game                          | Niña en el Autobús     | Sin Acreditar                                     |
| 2015 | Coming Through the Rye            | Chica Hippie           | Sin Acreditar                                     |
| 2016 | Dead 7                            | Niña Riendo            |                                                   |
| 2017 | Loon                              |                        |                                                   |
| 2017 | The Librarians                    | Cajera                 | Episodio: And the Steal of Fortune; Sin Acreditar |
| 2022 | Pantheon - Home of Music Podcasts | Ella Misma             |                                                   |
| 2022 | Seven Perfect Strangers           | La Chica Callada       |                                                   |
| 2022 | Metal Lords                       | Cantante de Banda Folk | Sin Acreditar                                     |
| N/A  | The Tinderbox                     | Cantante en el Bar     |                                                   |
| 2023 | Powder Pup                        | Kayla Cooper           |                                                   |
| N/A  | Feral                             | Kari Green             | También Compositora                               |

### Otras Colaboraciones
| Año  | Título                    | Rol         | Notas        |
| ---- | ------------------------- | ----------- | ------------ |
| 2018 | Use Your Voice and Vote   | Compositora | Cortometraje |
| 2021 | The Night Before the 10th | Compositora | Cortometraje |
| 2021 | The Hanging Tree          | Compositora | Cortometraje |
| N/A  | A Trade of Tributes       | Compositora | Cortometraje |